# 안녕들 하십니까

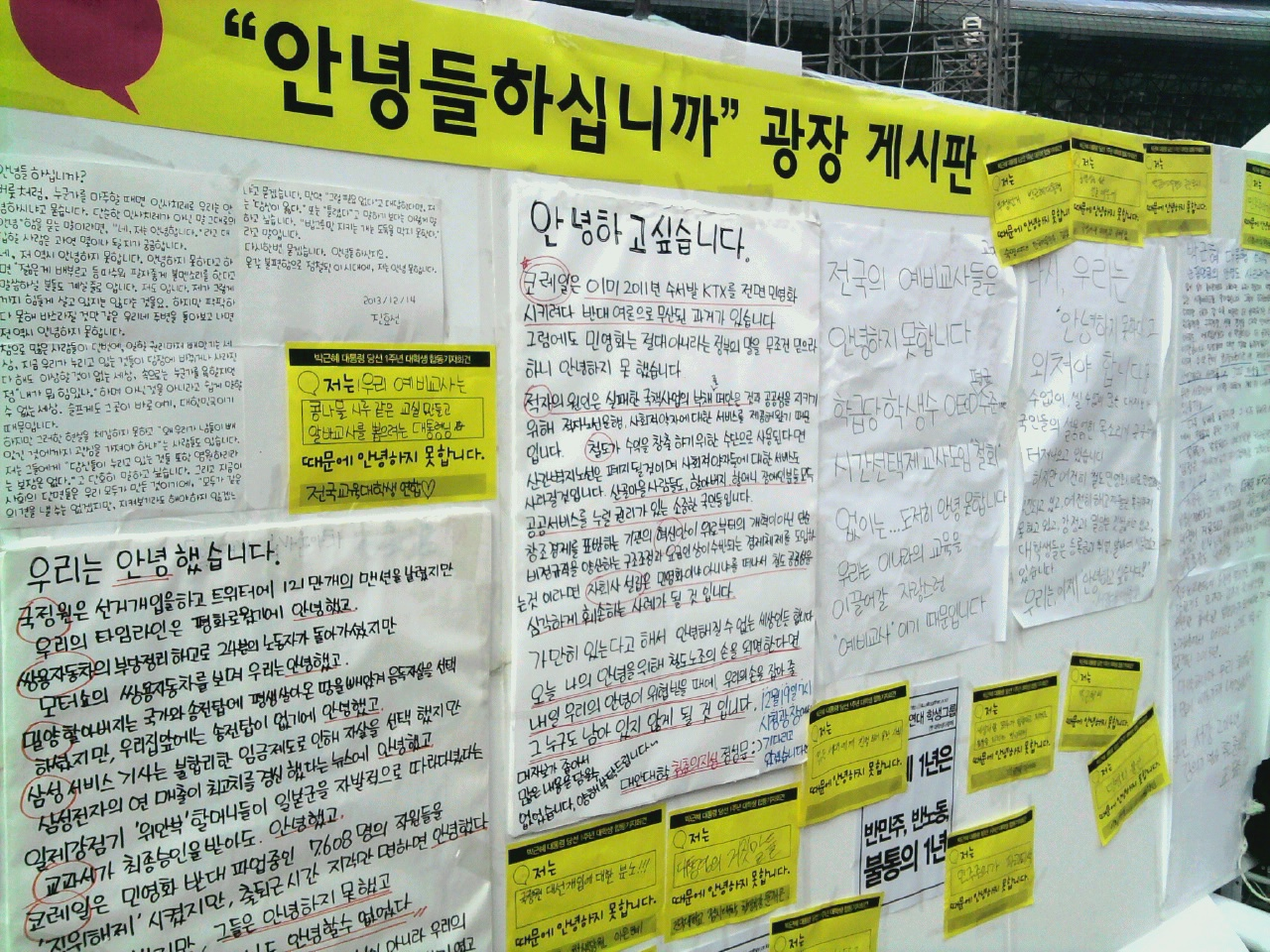
서울광장에 설치된 “안녕들 하십니까” 게시판.

“안녕들 하십니까”는 2013년 코레일 노조의 파업을 보고 2013년 12월 10일 고려대학교 경영학과 학생이 후문에 붙인 대자보에서 유래한 구호이다. 이는 타 대학, 고등학교, 페이스북 페이지로도 반향을 이끌었다. 머니투데이는 대자보로 촉발된 대학생들의 정치 참여 움직임을 두고 '안녕세대'라고 일컬었다. 12월 16일 고려대학교 박물관 기록자료실은 '안녕들 하십니까'첫 대자보를 민주화운동 기념 사료로 보존하기로 합의했다고 밝혔다.

## 배경
2013년 12월 10일, 고려대학교 경영학과 주현우라고 밝힌 학생이 후문 게시판에 '안녕들 하십니까?'라는 제목이 달린 대자보를 붙였다. 거기에는 "철도 민영화에 반대한다며 수천명이 직위해제되고, 불법 대선개입, 밀양 주민이 음독자살하는 하 수상한 시절에 어찌 모두들 안녕하신지 모르겠다. 안녕들 하십니까?"라 적혀 있었다. 또한 '수 차례 불거진 부정선거의혹, 국가기관의 선거개입이란 초유의 사태에도 대통령의 탄핵 소추권을 가진 국회의 국회의원이 사퇴하라 말 한마디 한 죄로 제명이 운운되는 지금이 과연 21세기가 맞는지 의문"이라며 국정원 대선 개입을 비판하였다. 밀양 송전탑 사건, 쌍용자동차 노조 이야기도 포함되었다. 대자보는 "만일 안녕하지 못한다면 소리쳐 외치지 않을 수 없을 것이다 (...) 그래서 마지막으로 묻고 싶습니다! 모두 안녕들하십니까!"라는 글로 끝을 맺었다. 12월 14일 주현우는 '이 글을 읽어달라'는 뜻으로 학생들이 강의를 들으러 가는 시간에 맞춰 대자보 앞에 섰다. 그 날 그는 학생들에게서 따뜻한 음료만 70개도 넘게 받았다고 말했다. 대자보 옆에는 40개의 화답성 게시글이 붙었다. 머니투데이는 12월 15일에 이르러서는 담벼락 대부분이 대자보로 뒤덮일 지경이라는 온라인 커뮤니티의 사진 게시글을 보도하였다.
"경쟁을 자연스럽게 받아들이고, 주류에 편입하기 위해 정치적 발언을 할 여유도 없는 우리 세대는 분노와 답답함을 느끼면서도 감추는 데 익숙하잖아요. (...) 상투적으로 매일 '안녕하세요', '안녕해요'라고 인사를 주고받는데, 정말로 그런지 고민을 해봐야 하지 않을까 생각했어요. 그렇지 않다면 우리는 안녕하지 못한 상황을 감추려고 가면을 쓰고 '안녕하다'고 말하는 것이죠"— 주현우, 한겨레, 12월 15일

 12월 16일 한수진의 SBS 전망대에서 그는 아르바이트를 끝내고 집에 돌아와서 철도 문제와 파업에 대한 4,200여명의 직위해제조치를 다룬 기사를 접하고 '일단 [사측이] 대화 의지가 없다는 식으로밖에 읽히지가 않았다'고 말했다. 그러면서 "소위 말하는 사회적 공공성을 위해서 나온 사람들에 대해서 한 치의 대화의 의지 없이 잘라낸다면 이게 과연 올바를 수 있을까. 과연 안녕한 상황일까에 대해서 저 뿐만 아니라 나머지 사람들의 생각을 묻고 싶었다"고 언급했다.

## 확산
| “ | [참여자는] 대학생만 있는 것이 아니라 중학생, 고등학생도 있고 나이든 어르신도 계시고 해외에 계신 교포분도 계시고 이 분들이 지금 다 안녕치 못하다는 것에 대해서 각자의 이야기를 하고 있다 (...) 이것은 사실상 청년세대에 대한 문제가 아니라 지금 살고 있는 일반적인 사람들이 안녕치 못하는 것에 대한 호응이라고 생각한다 | ” |
|   | — 주현우, 12월 16일 한수진의 SBS전망대에서 |   |

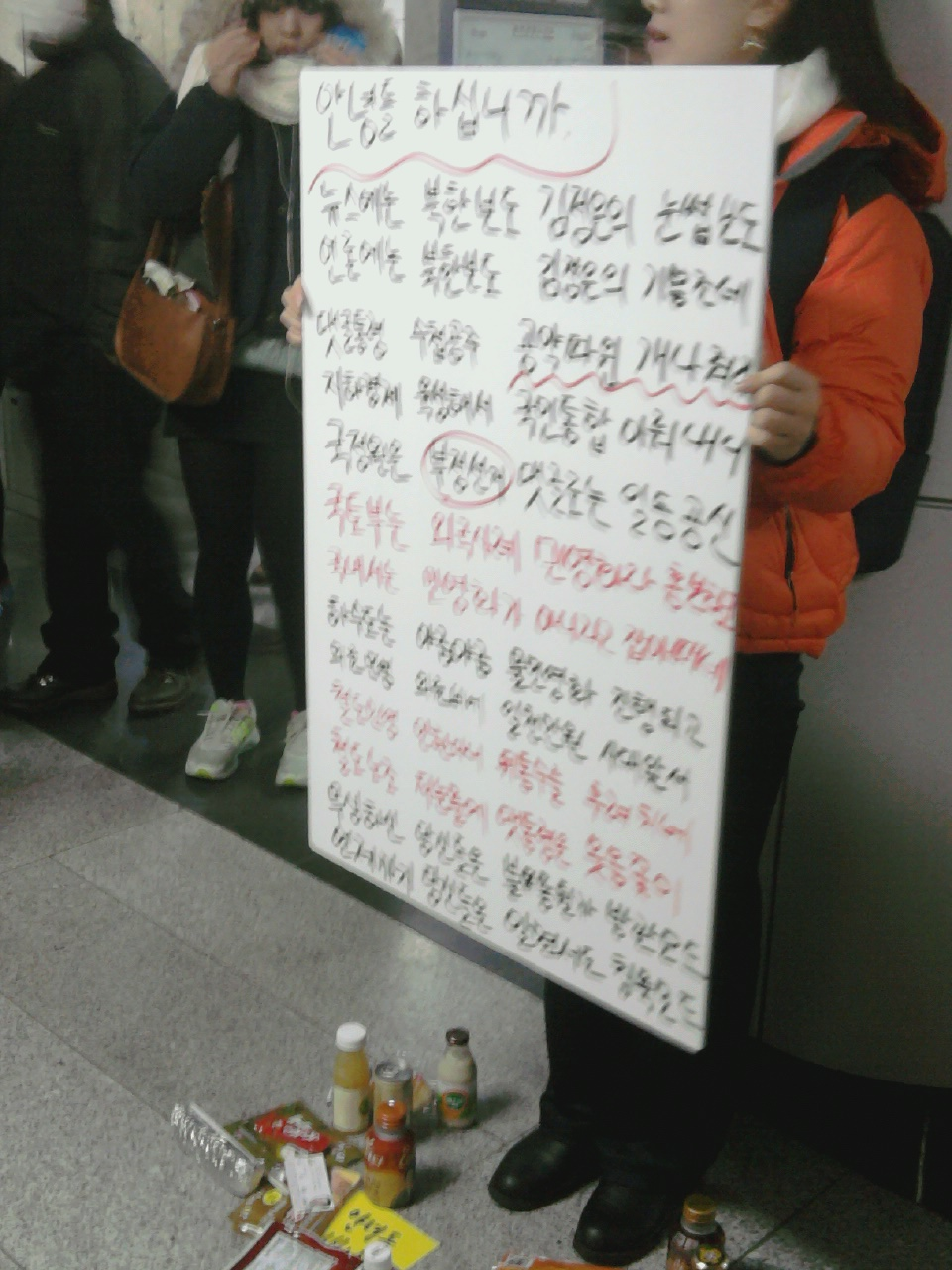
2013년 12월 28일, 시청역의 일인시위자.

여러 미디어들은 '안녕들 하십니까' 열풍을 주요 이슈로 보도했다.
뉴스 Y는 2013년을 관통한 단어 중 하나로 이 구호를 꼽았다.

### 대자보
12월 13일부터 전국 각지의 대학교에서는 '안녕들 하십니까'와 비슷한 대자보가 올라왔다.

UC 버클리 등 외국 대학 학생도 이에 참여하였다.
동국대에서는 "민영아, 어디서 잤어?"라는 독특한 대자보를 내걸었다.
이화여대에서는 '이대 다니는 남자'라고 밝힌 한 사람이 4·4조 율격으로 된 대자보를 게시했다.
서울대, 연세대, 고려대 등 전국 18개 대학의 한국사 전공 대학원생들은 "우리는 [교학사] 역사 교과서 때문에 안녕하지 못하다"는 성명을 붙였다.
건국대학교에서는 12월 15일부터 학내신문에 학생들의 대자보를 실었다12월 18일 중앙대, 동양대 교수들도 대자보를 게시하였다.
12월 20일 연세대 등에서는 김항 교수가 A4지 2장 분량의 레포트인 대학전공수업 과제를 대자보로 대체해도 좋다고 하여 논란이 되기도 했다.
고려대학교에서는 '82학번 엄마'이라 소개한 사람과 외국인 유학생의 대자보도 올라왔다.
12월 26일에는 건국대에 걸린 취업 준비생의 4장짜리 대자보가 클리앙에서 퍼졌다.
전북 군산여고의 여고생, 울산의 한 고등학생, 다산 콜센터 직원이 쓴 것도 발견되었다.
전북 익산의 이리여고에서도 대자보가 올라왔고,
일부 초등학생과 기성세대도 이 운동에 참여하였다.
박근혜 대통령의 모교인 성심여고에도 대자보가 붙었다.
한겨레에서는 12월 17일 '안녕들 하십니까'와 관련한 대자보나 관련 기록을 보존하겠다며 사진을 보내달라는 알림을 걸었다.
12월 18일 민주당의 원혜영, 유은혜 의원은 각각 국회 게시판과 자신의 사무실에 대자보를 붙였고,
12월 19일 KBS 기자 이경호,
한국지엠, 현대자동차 현장 노동자도 이 운동에 참여하였다.
12월 19일 서울광장에서는 30개의 시민단체가 참여해 '자보 열풍'을 두고 '대한민국이 안녕하지 못하다는 증거'라며 비판 발언을 하며, 광장 게시판을 걸고 대자보를 붙였다. 앞서 한국대학생포럼은 고려대학교 정문에서 이 열풍을 비판하였다.
목포시의회는 지방의회 최초로 대자보 운동에 동참하였다.
12월 20일 프랑스 한국대사관에 대자보가 붙었다.
12월 24일 경남 도의원 조형래는 도의회 앞 주차장에 도교육청 공무원들이 정당한 의정활동을 방해했다는 내용의 대자보를 붙였다.
12월 26일 광주시공무원노동조합은 광주시청사에 전국공무원노조 가입을 방해한다며 자신들의 의견을 밝힌 대자보를 걸었다.
의료계인 보건의료노조 게시판,
인천교육청,
인천시청 에도 대자보 철거 반대를 주장하는 벽보가 붙었다.
북한의 김책공대는 고려대 대자보에 화답하는 벽보를 붙였다.
2014년 1월 2일 수원 동우여고는 교학사 국사 교과서를 채택한 학교 측에 항의하는 뜻으로 대자보를 붙였다.

### SNS
페이스북의 '안녕들하십니까' 페이지는 12월 14일 하루 사이에 2만명이 '좋아요'를 누르기도 했다. 12월 15일에는 15만개,
12월 16일엔 21만개
12월 20일엔 26만개로 불어났다.
페이스북 페이지에는 대학생 뿐 아니라 졸업을 앞둔 고등학생, 수험생, 워킹 홀리데이중인 대학생,
12월 16일에는 페이스북 계정에 '응답하라 1228' 이미지와 함께 "1228개의 안녕하지 못한 이유가 1228장의 대자보로 쌓이길 기다립니다!"는 글도 같이 올라왔다.
12월 20일에는 성매매 여성의 대자보가 게시되어 논란을 빚기도 했다.
소셜펀치에서는 12월 24일부터 '응답하라 1228'이라는 이름의 소셜펀딩으로 목표액 1228만원 모금을 진행했다.
12월 12일 김효진은 대자보를 다룬 경향신문 기사 링크를 트윗하였다.
12월 15일 샤이니 멤버 종현은 성공회대의 강은하가 작성한 '안녕하지 못합니다' 대자보를 자신의 프로필 사진으로 교체하고, 작성자에게 직접 응원 메시지를 보냈다.
이를 보고 낸시랭과 김조광수는 트위터로 그를 응원하였다.
2PM 멤버 황찬성은 트위터에 "위험하다 위험해. 그래서 난 안녕 못하다"는 글을 적었다.
한보배는 "쌀쌀한 요즘, 안녕들 하십니까"라고 썼다.
민주당의 박지원, 김현, 최민희 의원도 트위터 등으로 이 운동에 참여하였다.
성남 일화 소속 김동섭은 트위터에 '한번이라도 검색해봅시다!'라는 글과 함께 이 캠페인을 지지하는 트위터 글을 링크했다.

### 패러디 및 재능 기부
지지자들은 스마트폰 애플리케이션, 타이포그라피, 힙합 등 다양한 재능 기부로 이 운동을 지지하였다.
또는 대자보 '인증샷'을 올리거나 카카오톡 프로필 사진으로 대신하였다.
인터넷에서는 백범 김구, 오바마 등을 합성하거나 문구를 바꾼 패러디도 나왔다.
고등학생 래퍼 Devi는 사운드클라우드에 '안녕들 하십니까?'라는 노래를 무료로 공개했다.
MC 한새는 사운드클라우드에 '안녕들하십니까'라는 노래를 무료로 공개했다.
유튜브에는 숙명여대 졸업생들이 만든 '안녕들 하십니까' 관련 인터뷰 동영상이 업로드되었다.
12월 21일자 무한도전에서는 패러디 자막을 내보냈다.
소명은 사회적 이슈를 다룬 곡 이름을 '안녕들하십니까'라 짓고 블로그에 공개했다.
2014년 주현우 및 학생 40여명은 다양한 사회현안을 다룬 대자보 내용을 모아 책으로 발간하기로 했다. '안녕들' 페이스북 회원들은 각자 지역에서 토론회 모임을 했다.

### 구호 사용
대구에서 여학생이 "안녕들 하십니까" 대자보를 들고 1인 시위를 벌였다.
대전역에서 열린 시국 기도회,
12월 30일 제주 강정마을에서도 '응답하라 2014-생명평화 강정마을 기원 해맞이' 행사의 일환으로 대자보 붙이기를 하였다.

## 메시지와 글의 구조

### 제목
"안녕들 하십니까"라는 표제어에 대해, 경향신문의 한윤정은 "'들'의 쓰임새"를 매력으로 꼽으며 "'들'은 문장의 주어가 복수임을 나타내는 보조사다. (...)"안녕들 하십니까"는 자신에게만 향해 있던 시선을 사회로, 타인에게로 돌려놓는 효과가 있다"고 칭찬했다.
이혜인 수녀는 '들'을 두고 나뿐만 아니라 다른 사람의 안녕과 나라의 안녕도 같이 헤아려야겠다는 마음에 불을 붙여준 것 같다고 말했다.
중앙SUNDAY의 이훈범은 '생각할수록 잘 지은 제목'이라 칭찬했다. 그는 대자보의 내용이 '진부한 편'이고 '과장이나 비약도 많다'고 비판하면서도 말미에 "안녕들 하십니까"를 되묻는 수미상관 구조를 통해 메시지 전달 효과의 극대화를 노린 '전체적으로 영리한 구성'을 취했다고 호평했다.

### 내용 및 뉘앙스
대자보의 내용과 소통방식은 기존 운동권의 것과는 다른 모습을 띤다. 대자보 내용은 철도 파업 논란을 포함해서 동성애 문제, 소수자 인권 문제, 박근혜 정부에 대한 실망 등 사회적인 것뿐만 아니라 사적인 고통을 고백하는 등 개인적인 것까지 더욱 다양해진 주제를 다루었다. 참여자들이 '안녕하지 못한 이유'들에 모두 공감하는 것도, 구체적이고 공통된 목표가 있는 것도 아니었다.
중앙일보에서 무작위로 추출한 100개의 대자보를 분석한 결과 가장 많이 나타난 단어는 730번 쓰인 '안녕'이었고, '세상·사회'(총합 317건), 취업 관련 단어 -취업·취직·노동·일자리·스펙·알바- (총합 233건), '생각·고민·불안'(총합 212번), 공부 관련 단어 -공부·학업·학점·시험·수업·도서관·과제·토익- (총합 202건)가 뒤를 이었다. 반면 기존 운동권에서 많이 쓰이던 '진군·애국·단결·혁명·해방'은 거의 찾아보기 힘들었으며 '반미·양키'는 아예 눈에 띄지 않았다. '종북'이라는 단어는 정부 비판을 '종북 몰이'로 덮으려 하는 것을 비판한다는 문맥으로 쓰였다. 단체명 대신 대체로 자신의 실명을 대자보에 기재하는 것도 예전과 다른 점이었다. 다만 고등학교에서는 익명이 대다수였다. 현 정부를 비판하는 메시지가 주된 내용이었지만 2008년 촛불 집회와 나는 꼼수다와는 달리 특정인을 모욕하거나 조롱하는 태도는 드물었으며, 가끔 '박근혜 대통령님'이라 존칭을 쓴 경우도 있었다. 이모티콘은 거의 보이지 않았다.
투쟁을 강조하는 선동구와 명령조, 설득조였던 운동권의 대자보와는 달리
이번 것은 '안녕들하십니까'라는 가벼운 물음으로 보는 이들의 공감을 자극하고 감성을 호소하는 데 초점을 두었다
주현우의 대자보 역시 과거의 선동적인 문구 대신 차분한 말투로 질문을 던졌다.
중앙SUNDAY는 같은 '감성' 코드지만 힐링은 호응의 형태가 수동적인 반면 안녕들 하십니까는 능동적이라고 차이를 설명했다.
대학생에서 철도 노동자에 이르기까지 다양한 사람들이 자발적으로 운동에 참여하면서 '인증'으로 공감도를 높였다.
이희욱은 대자보가 다른 대학으로 전염되는 것을 보며 "태초에 '좋아요'와 '리트위트' 이전에(...) 기계적으로 공감을 보태는 데 익숙해지면서 우리가 잊고 있었던 [메시지가 있었다]"고 평했다.
감성적이라는 점 때문에 '감성팔이'라는 비판도 있었다.
JTBC는 12월 17일 전국 성인 700명을 대상으로 한 여론조사 결과 '안녕들 하십니까'에 공감하는 의견이 53%를 차지했다고 보도했다.
경향신문은 보수 진영에서 '안녕들 하십니까'라는 틀을 빌린 채 아전인수격의 메시지를 내놓는다고 비판했다. 국토교통부는 동명의 동영상을 만든 뒤 '우리 국민들은 불법파업으로 안녕하지 못합니다'며 철도 파업을 비판하는 내용을 담았다.
12월 24일에는 국토부 SNS에 '안녕들 하십니까 2014'라는 제목으로 지지를 호소하는 글을 올렸지만 누리꾼들에게 역풍을 맞았다.
김무성은 새누리당 당사에 이제까지와는 다른 메시지인 박근혜 정부의 성공을 기원하는 소자보를 붙였다.
이에 대해 민주당은 "한가롭게 친박의 '안녕'이나 읊을 때인가"라고 비판하였고
고려대학교 학생들 역시 새누리당 사옥에 답변 대자보를 게시했다.
정윤수는 이를 "대자보의 연쇄를 잔인한 농담과 서푼어치 객기로 절단하려는 시도"라 비난하였다.
2013년 12월 18일 대한민국어버이연합은 덕수궁 대한문 앞에서 '안녕 하십니까'라는 현수막을 내걸고 '종북 척결' 등의 구호를 외쳤다.

### 진위 논란
2013년 12월 14일 조선일보는 "파업사태를 '철도민영화 반대 파업'으로 단순화하며 선동적 논조로 여기에 '침묵하는' 대학생들을 꾸짖는다"며 대자보를 비판하였다.
이에 주현우는 자신의 페이스북에 "조선일보가 저를 띄워주는 모양입니다.(...)우리의 정치에는 어떤 굴레도 있을 수 없습니다! 비겁하게 숨지 않습니다. 가당찮은 선동 집어치우십시오!"라고 응수하였다.
한겨레는 조선일보의 해당 기사가 철도노조의 파업이 속으론 임금 인상을 위한 것인데 겉으론 철도 민영화 저지를 내건 것처럼 묘사하면서 "별다른 근거조차 제시하지 않았다"는 점과, 대자보를 비판하는 댓글만 일방적으로 나열했다는 점을 꼬집었다.
12월 16일 하태경 새누리당 의원은 김현정의 뉴스쇼에 출연하여 "학생들이 이런 사회적 문제에 대해 관심을 가지게 되는 것을 촉발했다"는 점은 존중했지만, 대자보의 첫 문장을 들어 학생들이 '팩트를 제대로 확인'하는 '기본 자세가 안 되어 있다'고 비판하였다. 반면 민주당의 장하나는 학생들이 목소리를 내는 것을 보고 '울컥한 기분'이 들었다고 말하며, 팩트가 틀렸다면 '거기에 대한 하태경 의원님 또는 소속되신 새누리당, 정부의 입장을 밝히시고 답변을 하시면 된다'고 반박했다.
중앙일보의 김진은 JTBC에 출연해서 팩트가 틀렸음을 지적하며 "학점으로 평가를 한다면 C학점 위로는 받지 못할 것"이라 평했다.
새누리당의 홍문종은 "첫 대자보 이후 허위사실이 무차별적으로 생산되고 있다"고 한 반면
12월 19일 김상민은 신동호의 시선집중에서 "집권당인 새누리당을 중심으로 많이 반성하고 질문 속에 담겨있는 청년세대들과 국민들의 마음이 무엇인지 깊이 성찰해야 된다"고 말했다.
한국경제의 고두현은 "파업 노조원들의 '직위해제'와 '해고'를 구분하지 못하는 지식수준은 한심하다. 그[주현우]가 진보를 내세우는 정당의 당원이라니 더 그렇다"고 비판했다.
강지원 변호사는 JTBC에서 대자보 선동이라는 주장을 어떻게 보냐는 말에 "찬성하는 사람과 반대하는 사람 모두 서로 안녕치 못하다고 하고 있다. 대한민국 국민 모두 안녕치 못하다. 싸움하기 때문이다. 젊은이들이 시국 사건에 관해 별로 관심이 있었지 않았나. 이렇게 얘기하기 시작했는 것도 대단히 중요한 것이라고 생각한다. 대학생들이 들고 나온 이야기가 민주주의 후퇴를 한다고 느끼고 있기 때문이다. 변하지 않으면 안된다"고 호평했다.
새누리당의 홍문종은 주현우의 진보신당 당적을 거론하며 '철도노조에 야권이 개입되어 있다는 의심을 사기에 충분하다'고 발언했다.
주현우의 노동당적은 12월 13일부터 누리꾼들 사이에서 퍼져 대자보 내용의 순수성 논란을 빚었다.
그러나 중앙일보의 권석천은 이 구호가 '신선했다'고 평하며 "중요한 건 대자보를 쓴 학생이 노동당 당원이란 게 아니다. 그 대자보가 청년들의 마음을 움직이고 있다는 사실이다"라고 칭찬했다.
주현우는 한국일보 인터뷰에서 "내 글에 담긴 사회현실에 사람들이 공감하고 있는 상황 그 자체가 중요하다"고 언급했다.

## 코레일 노조 파업
원희룡은 철도 민영화를 반대한다는 글에서 "안녕들 하십니까"로 운을 떼었다.
2013년 12월 19일 서울광장에서 열린 철도 민영화 반대 결의대회에서도 이 구호가 등장하였다.
12월 24일 민주당의 전병헌은 정부의 철도 노조 진압을 비판하며 "2013년 대한민국 크리스마스는 '메리크리스마스'가 아니라 '안녕들하십니까'가 됐다"고 덧붙였다.
12월 28일 민주노총의 총파업을 알릴 포스터 콘테스트에는 '안녕들하십니까'와 결부된 이미지가 대거 등장했다.
이준석은 "'우리들이 안녕하지 못한 이유는 철도 민영화와는 별개의 문제이고 여러 가지 청년의 삶을 힘들게 하는 주제에 대해서 정부가 명쾌한 답을 마련하지 못하거나 그런 노력을 보여주지 못하고 있기 때문이다'라고 선을 그어버리면 재미있는 상황이 돼 버린다"며 본래 주제인 '청년의 삶'보다 부차적인 '철도 민영화' 의제가 앞서는 것을 꼬집었다. 또한 댓글에서 "종북론의 수명이 다한 것을 알면서도 종북론을 내려놓지 못하다가 이 사태를 만든 사람들에게도 동일하게 적용되는 이야기"라며 '종북 프레임'도 비판했다.
12월 23일 이준석은 한국경제 인터뷰에서 비슷한 논지의 주장을 하였다.
최연혜 코레일 사장은 12월 15일 기자회견에서 "우리 국민들은 불법파업으로 안녕하지 못하다"며 철도 파업 참가자와 해당 대자보를 우회적으로 비판하기도 했다.

### 성토 대회
12월 14일 '안녕들하십니까' 페이스북 회원 30명은 고려대 후문에서 성토 대회를 벌였다. 행사는 사회자가 '안녕들 하십니까'라고 말하면 모두 "아니오, 안녕하지 못합니다"라고 받는 식으로 진행하였다.
이후 시청으로 이동해 '밀양 고 유한숙 어르신 추모제'에 참석했다. 시간이 지속되면서 참가자 수는 200명으로 늘었다. 집회에 앞서 선배들이 '후배들의 고민, 용기, 행동을 지지한다'며 핫팩, 음료수 등을 주거나 한 교수는 후원금을 지갑에서 꺼내 주었다고 했다. 행사를 주최한 주현우는 연합뉴스 인터뷰에서 "이렇게까지 많이 올 줄 몰랐다. 그만큼 현재 사회 상황에 대해 고민이 있는 학생들이 많다는 것이다. (...) 이처럼 '안녕하지 못한' 학생들이 많기에 나는 안녕하지 못하다"고 말했다.
이 행사에선 브로콜리 너마저의 《졸업》이 불렸다.
그 뒤 서울역으로 가서 철도민영화 반대 집회에 참석하였다.
이 같은 반향에 12월 14일 철도노조 김명환 위원장은 학생들에게 '감사합니다'라고 화답하였다.
12월 18일 주현우는 철도 노조에 다시 친구가 쓴 대자보 답장을 보냈다.
12월 17일에는 '안녕들하십니까, 안녕하지 못한 동국인들의 성토대회'가 동국대에서 열렸다. 주현우는 이 행사에 참여하여 "우리 88만원 세대, '정치에 무관심하다', '경제에 무관심하다'고 하지만 우리는 머릿속으로 정치 알고 경제 안다"며 "다만 그걸 얘기하면 때려 맞는 것을 알기 때문"이라 말했다. 이후 "[개인적으로 받은] 메시지가 1000개가 넘는데 그 1000개 메시지의 80%가 '몸조심 하십시오'다. (...) 이게 정상적이라고 생각하지 않는다. 그렇기 때문에 여러분들이 말하셨고, 여러분들이 만든 것이 여기까지 왔다"고 연설했다. 또한 자신의 노동당 당적에 대한 논란도 언급하였다.
이 날 이후 주현우는 모든 언론사 인터뷰를 거절하였다.
12월 19일 경남대 정문에서 열린 '안녕하지 못한 사람들의 나들이'에서는 30명의 사람들이 모여 고민을 털어놓았다.
12월 21일 청계광장에서 국정원시국회의와 민주노총 주최로 열린 '안녕들 하십니까? 1221 대자보 번개'에서는 다양한 사람들이 자신의 고민거리를 털어놓았다. 앞서 진행된 철도 민영화 반대 집회에서도 대자보가 등장하였다.
같은 날 진주시에서는 차없는 거리에서 대자보 문화제가 열렸다.
12월 26일 주현우와 관련 페이스북 관리자 3명은 광주에서 성토 대회를 열었다.
이 대회는 '나들이'라는 이름으로 12월 27일 대전, 창원, 부산으로 확산되었고
12월 28일 서울 청계천에서 모여 '응답하라 1228 뜨거운 안녕'을 끝으로 마무리되었다. 행사에는 300명이 참가하였다. 사전 공연을 시작으로 천하제일 하소연대회와 '안녕의 벽' 만들기 순으로 진행되었다. 공연에 참가한 밴드와 행사 진행 요원은 모두 페이스북 등을 통해 자발적으로 모인 인원이었다. 한편에서는 '청소년 안녕들하십니까' 부스를 설치하여 중·고등학교에서 벌어지는 대자보 철거에 대해 교육청에 보낼 항의 서명을 시민들에게 받았다. 행사가 끝난 이후, 참가자들은 서울시청 광장에서 벌어진 철도노조 파업 및 민주노총 총파업 집회에 합세하였다.

## 반응
이외수는 자신의 트위터에 "한 해가 저물어 가는데 이 나라의 젊은이들은 모두에게 안녕을 묻기 시작했습니다. 안녕들하십니까. 그 물음 뒤에 '어디로 가십니까'도 환청처럼 들립니다. 하지만 어쩐지 부끄러워서 자신 있게 대답할 수가 없습니다. 그대는 어떠신가요"라고 글을 적었다. 공지영은 "2013년 올해의 키워드는 단연 '안녕들하십니까?'이다"라며 주현우를 지지하였다.
머니투데이의 오승주는 대자보의 부활을 반기면서도 '한낱 유행으로 끝나지 않기를 바란다'고 논평했다.
중앙Sunday의 이승녕은 대자보가 청년 세대의 불안감과 좌절감을 제대로 짚어냈다 평가하며 이 현상에는 정부가 기본적인 소통을 못했기 때문이라고 지적했다.
정미경 전 국회의원은 그 구호를 두고 '굉장히 감성적인 터치'라고 칭찬하였고, 전혜숙 전 민주당 의원은 '안녕들하십니까 읽으면서저도 가슴이 찡한 거예요. 나는 정말 이 사회에서 내 책무를 다하고 있는가 하는 나도 되돌아보게 되더라고요. 그래서 굉장히 대화하고 소통하는 시대에 젊은이들이 이야기를 하고 있는 것 같아요.'라 언급했다.
전병헌 민주당 원내대표는 "특정 계층만 안녕한 사회가 아니라 국민 모두 안녕한 사회를 만들기 위해 최선을 다하겠다"고 화답하며, 대자보 확산은 박근혜 대통령의 불통에 대한 경고라고 말했다.
이상돈 교수는 이 열풍의 배후로 '어려운 경제 상황'을 꼽았다.
정의당의 이정미 대변인은 이 열풍이 우리 사회에 민주주의의 씨앗이 이렇게 단단히 뿌리를 내리고 있다는 증거라고 논평했다.
12월 17일 안철수는 '안녕들하십니까' 열풍을 두고 "대한민국 사회가 지속가능하지 않고 공멸할 수 있다는 위기의식이 이번 대자보를 통해 모습을 보인 것"이라며 "'안녕들하십니까'라는 표현에서 많은 사람들이 같은 울림을 느꼈다"고 지지하였다. 같은 날 안희정은 충남도청 대회의실에서 '안녕들하십니까'가 "그 어떤 정치적 구호보다 파장을 불러일으킨다"고 평했다.
김한길은 대자보에 대해 "상징성이 있다고 본다. 지금 우리 사회에 너무 많은 사람들이 안녕하지 못하다"고 말했다.
정동영은 서울 세종문화회관 세종홀에서 연 자신의 북콘서트에서 대자보를 가리켜 "우리의 양심을 깨우고 있다"고 언급했다.
정치평론가 황태순은 YTN에서 2013년 한해를 두고 '정신 없이 흘러갔다'며 이 구호가 여러 가지를 생각하게 한다고 말했다.
연합뉴스는 12월 18일 시론에서 이 열풍을 거론하며 "'별 탈 없이 잘 살고 계시느냐'는 이 느닷없는 문안 인사는 청년들, 나아가 국민의 마음을 움직이고 있다. 그들이 안녕치 못한 탓일게다. 국민의 안녕을 책임져야 하는 것이 청와대와 집권당의 할 일이다"라는 말과 함께 청와대와 새누리당이 청년층의 마음을 제대로 읽어내고 필요한 대책을 마련해야 한다고 평했다.
동아일보는 12월 18일 사설에서 이 운동을 다루며 사실에 근거 두지 않은 논쟁, 진영 논리 경계, 기성 세대의 역할을 언급했다.
한국일보는 사설을 통해 기성세대가 이를 계기로 젊은 세대의 목소리에 귀 기울여야 한다고 논평했다.
전자뉴스의 최정훈은 이 화제를 정치 활동과 연결지어 과대평가하는 것을 경계한다며 "화석화된 대학생들이 무관심의 껍데기를 깨고 탈바꿈하려는 순수한 노력으로 이해하고 싶다"고 말했다.
신율은 "우리 사회와 같이 말에 적대적인 사회에서 이렇게 '말'을 시작했다는 점에서 참 잘한 일이라는 생각"이라며 이 운동에 이념적 색깔을 덧씌우려고 하지 말고 "제발 좀 이 젊은이들을 그냥 놔두라"고 덧붙였다.
매일경제의 김세형은 '안녕들하십니까' 릴레이 대자보 내용이 점점 모든 정부시책에 반대하는 좌파논리로 치닫고 있다며 정치색에 오염된다고 비판했다.
조세일보의 변상근은 "대자보 신드롬을 '좌파네티즌들의 선동'으로만 폄하함은 극히 위험하다.(...)'안녕치 못하다'는 국민들이 늘어나는 것만큼 안보에 큰 위협도 없다. 독선과 불통(不通)을 더 이상 고집하면 집권세력 또한 안녕치 못할 수 있다는 경고로 받아들여야 하지 않을까"라고 비평했다.
서울경제의 송영규는 정치, 경제 등 '숨막히는 현실'을 거론하며 "아들과 딸, 남편과 아내, 아버지·어머니가 던지는 현실에의 원초적 질문에 누군가는 나서서 대답해야 하지 않겠는가" 라고 말했다.
12월 19일 이상돈은 평화방송에서 "사실 정치적 변혁 같은 경우는 작은 것에서부터 촉발될 수 있다. 정치권에서 이런 것에 대해 굉장한 관심을 두어야 한다고 생각한다"고 소감을 밝혔다.
경북대에서 실명으로 대자보를 붙인 대학생 오민주는 노컷뉴스에서 박근혜 대통령에게 공약을 지켜주시고, 대학생의 힘이 크다는 것을 좀 알아주셨으면 좋겠다고 발언했다.
대전시장 염홍철은 송년 기자회견에서 대자보 열풍과 철도 파업을 거론하며 '상호간의 불신에 의한 결과'라고 평했다.
한국대학생포럼의 심응진은 고려대학교 대자보를 옳지 못한 정보를 바탕으로 한 어떤 거짓 선동에 의해서 다수의 여론인 것처럼 활성화되는 것은 잘못되었다며, '안녕하세요?'라는 질문 자체가 '말의 유희' 또는 '들러리'처럼 되었다고 비판했다. 반면 한국대학생연합의 김나래는 "자신의 의견을 표출하고 여기에 따라서 더 많은 대학생들이 자기 안녕에 대한 고민을 할 수 있게 된 계기였다"고 평가했다.
우리민족끼리는 대자보 열풍을 다루며 "남조선 사회의 현실"이라 조롱했다.
JTBC 정관용라이브에서 안형환은 대자보 열풍에 대해 "[대학생들에게] 공동체에 대해서 나가 아닌 공공선에 대해서 고민할 기회를 만들어줬다는 점에서 상당히 다행이고 뒤늦게나마 이런 게 있었던 게 정말 다행"이라 한 반면, 이가영은 "약간 유행 같은 그런 느낌"이 든다며 진정성을 가지기 위해서는 집단적인 행동이나 자신의 생활을 좀 바꾸는 것으로 이어져야 한다고 지적했다.
12월 21일 CBS 라디오에서 주말 시사자키 윤지나입니다에서 시사평론가 김성수는 대자보 현상의 특징을 "탈권위, 탈매체, 탈정치"라 말하며 "이런 '벗기기 문화'가 자발적 놀이의 형식으로 발전하고 있다(...)이런 움직임들이 이제는 조직화 단계에 와 있다"고 평했다. 김창룡 교수는 대자보 열풍의 배경으로 '비판을 허용하지 않는 경직된 사회 분위기'와 '기성 미디어의 실패'를 꼽았다.
같은 곳에서 시사평론가 최요한은 운동의 지속성에 한계가 있다 지적하는 한편, 보수·진보 양측에서 이념적으로 해석하는 것을 비판했다.
안희곤은 한국일보에 주현우의 대자보가 불순하고 불의한 기획들을 복잡한 '팩트'로 치장하고 덮으려는 이들에게 '상식'을 보여준다고 기고했다.
이송희일은 씨네21에서 '불만의 겨울'에 서로의 안부를 묻는 '뜨끈한 인삿말'이 나왔다는 것만으로도 반갑고 눈물겹다고 소감을 밝혔다.
대중문화평론가 정덕현은 이 구호가 "'안녕하지 못한 삶들'이 우리 주변에 넘쳐나고 [...] 몇 프로도 되지 않는 안녕한 삶들에 의해 배제되고 소모되고 있"는 현실을 반영한 대중문화라고 평했다.

## 여파
대자보가 붙은 이후 박근혜 대통령의 페이스북에는 수많은 사람들이 몰렸고, 그 와중에 욕설 등으로 도배되기도 했다.
News1은 12월 16일 새누리당이 이번 대자보 확산에 당 지도부 중심으로 상황을 점검하며 추이를 살핀다고 보도했다.
12월 26일 새누리당 황우여 대표는 26일 대학생 민심 수습 일환으로 반값 등록금 지원을 강화하겠다는 의지를 비쳤으며,
당 차원으로는 대학생 인턴 120명을 조사요원으로 선발해 '전국 대학생 실태 백서'를 발간고 당 최고위원회의에 이들을 불러 요구사항을 듣기까지 했다.
민주당 역시 2014년 1월 안녕들 하십니까를 주제로 대학생들과 토론회를 열었다.
노컷뉴스는 변호인의 흥행 돌풍 요인 하나로 "안녕들 하십니까"대자보 유행을 꼽았다.

## 반대 움직임 및 대자보 훼손
12월 15일 경북대의 한 학생은 '종북세력에게 종북세력이라 말하면 일베충으로 매도 받고, 인터넷에서 북한과 김정은 정권을 비판하면 국정원 알바라고 한다'며 '안녕들 하십니까' 대자보 반박문을 게시하였다. 이 대자보를 붙인 학생은 후에 일베 회원이라는 의혹을 받았다.
12월 17일에는 고려대학교에 첫 반박 대자보가 실렸다.
일베저장소 회원들은 '지능적 분탕화'를 위해 만들었다는 가짜 페이스북 페이지에 '안녕들 하십니까' 문구에 홍어, 노알라 이미지를 덧붙이는 등으로 비하했다. 그리고 단어 자체를 일베와 같이 언급해 '일베 용어'로 만들자는 '안녕들 일베화프로젝트'를 벌였다.
또한 대자보를 프로필 사진으로 바꾼 샤이니의 종현을 비방하며 팬클럽인 샤이니월드에도 테러를 가했다.
종현은 이를 두고 "신경 쓸 일이 [샤이니 콘서트] 티켓팅 말고 또 있습니까? 열심히 준비 중이니 기대해 주세요!"라고 우회적으로 견해를 표명했다.
몇몇 일베 회원은 고려대, 서강대, 건국대, 부산대에 붙은 대자보를 찢어버리거나 가톨릭대에서 '반박 대자보'를 붙였다는 반대운동 인증을 하기도 했다. 12월 14일 일베 회원 '자궁떨리노'는 고려대에 있던 대자보를 훼손한 사진을 일간베스트에 인증하고, 이어 댓글로 게시자를 '노오란 보X'라고 성적으로 폄하하였다가 12월 15일 고파스에 '본인의 생각과 다른 대자보를 보게 돼 반으로 찢었다"며 사과했다. 그러나 같은 날 자신의 페이스북이 '털려' 신상이 드러났다며 자신에 대한 모욕 글을 모아 소송하겠다고 일베에 글을 올렸다.
이에 대해 성희롱을 당한 대자보의 주인은 그를 고소하였다.
진중권은 자신의 트위터에 '자궁떨리노'의 사과에 대해 "실명 없는 사과는 사과가 아니죠. 우리 베충이 자신이 한 장한 '애국'질에 대해 자부심을 갖기를"이라고 말했다. 결국 해당 인물은 입건되고 나서
2014년 1월 검찰에 송치되었다.
경남 지방에서도 일베 회원들이 대자보를 훼손하였다.
계명대와 성균관대에서는 대자보에 일베 회원들이 김정은이나 이석기의 사진을 붙이기도 했다.
경향신문은 12월 19일 사설에서 대자보 훼손에 대해 "자기와 다른 생각을 경청하거나 최소한 표현할 권리조차 인정하지 못하는 우리 사회의 편협성을 드러내는 것"이라 비판했다. 하태경 역시 이를 두고 '찌질하다'고 힐난했다.
12월 24일 인하대에서도 훼손된 대자보가 발견되었다.
보수 대학생 단체인 자유대학생연합은 반박 대자보를 모집하는 광고를 냈다가 대필 논란을 빚었다.
자유대학생연합은 대필이 아니라 단지 대리부착일 뿐, 부착인은 대자보 내용 뒤에 본인의 의견을 첨가하는 것뿐이라고 해명했다.
연합뉴스는 광주에서 경찰들이 전봇대에 붙은 대자보를 '불법 전단'이라며 떼어가는 것을 보도하였다.
중앙대학교에서는 학교 직원으로 보이는 남자가 대자보를 철거하는 장면이 포착되기도 했다.
제주대에서는 동아리 연합회가 대자보 불허 방침을 내세웠다가 내부 검열이라는 비판이 일자 반나절만에 철회하였다.
계명대학교에서는 총학생회가 대자보를 붙일 때 규정대로 하자고 제안해 논쟁이 일어났다.
조선대학교에서는 "이딴 병신 같은 대자보 쓸 시간에 차라리 야동을 보고 롤이나 한 판 더 해라"라는 내용의 문서가 인쇄되어 게시되었다.
한국대학신문은 규정을 앞세워 대자보를 철거하는 대학을 비판하였다.
SNS에서는 12월 16일 대자보를 붙인 서대전여고 학생이 징계를 받았다는 소문이 퍼졌으나, 학교장은 사실 무근이라고 해명했다.
전북 평화와 인권연대는 12월 17일 학교 측에서 대자보를 떼는 것에 대해 '표현의 자유를 억압하는 것' 이라고 비판했다.
광주의 시민단체 '학벌없는 사회를 위한 광주시민모임'은 12월 18일 금호고등학교가 대자보를 붙이는 것을 제지한다는 제보를 받았다며 이에 항의하는 반박 성명을 냈다.
서울의 한 여고에서는 학교 게시판에 붙은 대자보를 경찰이 10분만에 떼어내 과잉 대응이라는 비판이 나왔다.
노컷뉴스는 중·고등학교에서 대자보를 붙이는 것을 금지하거나 반성문을 쓰게 한다는 사례가 SNS에서 제보된다고 보도했다.
12월 18일 교육부는 각 시도교육청에 "학년말 학교 면학분위기를 해칠 수 있다"는 이유로 중고등학교의 대자보 주의 공문을 발송해 논란을 빚었다.
이에 대해 광주시교육감 장휘국과 강원도교육감 민병희는 대자보를 지지하며 규제를 비판하였다.
경기도교육청과 전북도교육청도 '표현의 자유'를 이유로 공문을 지키지 않은 반면,
대전·세종·충남교육청은 대자보 금지 공문을 일선 학교에 보냈고
충북교육청은 공문이 하달되고서도 일주일 동안 묵살하다 보냈다.
박표진은 공문을 이행하지 않은 장휘국을 비판했다.
경향신문은 12월 22일 사설을 통하여 교육부의 대자보 주의 공문을 비판했고
12월 24일 청소년단체 아수나로는 광화문광장에서 항의 시위를 벌였으며
12월 20일 개포고등학교에서 대자보를 철거한 것에 대해 국가인권위원회에 진정서를 냈다.
12월 27일 녹색당은 당국의 대자보 억압이 "아동은 표현에 대한 자유권을 가진다"는 유엔아동권리협약 13조 1항에 위배된다고 주장하였다.
12월 30일 전교조 경북지부는 대자보 철거에 대해 항의하는 성명을 냈다.
같은 날 서울시교육청 학생인권위원회는 문용린 교육감에게 학내에 벽보를 붙인 학생들이 징계받지 않도록 대책을 마련하라고 권고했다.

## 같이 보기
- 2013년 한국철도공사 노조 파업